# So Done (The Kid Laroi)
So Done è un singolo del rapper australiano The Kid Laroi, pubblicato il 23 ottobre 2020 come primo estratto dalla ristampa del primo mixtape F*ck Love (Savage).

## Video musicale
Il video musicale è stato pubblicato attraverso il canale YouTube Premium Lyrical Lemonade in concomitanza con l'uscita del singolo, il 23 ottobre 2020. Nel video, diretto da Cole Bennett, The Kid Laroi cerca di fuggire dalla sua ex-ragazza e dal suo nuovo ragazzo, che lo seguono ovunque lui vada.

## Tracce
Testi di Charlton Kenneth Jeffrey Howard, musiche di Omar Fedi e Sydneysider Khaled Rohaim.
1. So Done – 2:06

## Classifiche

### Classifiche settimanali
| Classifica (2020-21) | Posizione massima |
| -------------------- | ----------------- |
| Australia            | 6                 |
| Belgio (Fiandre)     | 65                |
| Canada               | 24                |
| Danimarca            | 29                |
| Irlanda              | 23                |
| Norvegia             | 4                 |
| Nuova Zelanda        | 17                |
| Paesi Bassi          | 80                |
| Portogallo           | 76                |
| Regno Unito          | 57                |
| Stati Uniti          | 59                |
| Svezia               | 38                |

### Classifiche di fine anno
| Classifica (2021) | Posizione |
| ----------------- | --------- |
| Australia         | 28        |
| Canada            | 91        |